# 达克斯站
达克斯站是法国的一个铁路车站，位于法国西南部城市达克斯。

## 位置
达克斯站位于达克斯市区的北部，阿杜尔河右岸。车站大致呈东西走向，开口朝南。车站正前方及西侧均为大型露天停车场，而东侧则为综合交通枢纽。

## 停靠线路
以下列车线路在达克斯站停靠：
| 达克斯站列车线路表          |           |                   |                |                 |
| 线路                        | 车种      | 上一站            | 下一站         | 大致运行频率    |
| 巴黎—昂代伊/伊浑            | TGV-InOui | 波尔多            | 巴约讷         | 每天4趟左右     |
| 巴黎—塔布                   | TGV-InOui | 波尔多            | 奥尔泰茨       | 每天4趟左右     |
| 塔布→波尔多                 | TER       | 皮尤              | 莫桑克斯       | 每天1趟（单向） |
| 波尔多—昂代伊/伊浑          | TER       | 莫桑克斯          | 圣万森德提洛斯 | 每天5趟左右     |
| 波尔多/达克斯—巴约讷/昂代伊 | TER       | 莫桑克斯/（起点） | 索比斯莱班     | 每天2~10趟      |
| 达克斯—波城/塔布            | TER       | （起点）          | 皮尤           | 每天3~7趟       |
| 1. 2. 3.                    |           |                   |                |                 |

## 接驳交通

### 城际客运巴士
| 停靠达克斯的大巴车   |                                            | |
| 上下车地点           | 运营单位                                   | 主要目的地 |
| 达克斯综合交通枢纽   | 朗德省城际客运 XL'R （页面存档备份，存于） | 01 ：圣万森德保罗、阿杜尔河畔蓬通克斯、塔尔塔斯、蒙德马桑 03 ：波马雷兹、卡斯泰勒萨拉赞、阿穆、纳谢、阿热特莫 07 ：马热斯克、苏斯通、托斯、塞尼奥斯、索尔特奥斯戈尔、卡布勒通、拉本讷、翁德尔、塔尔诺斯、巴约讷 23 ：卡斯泰特、莱昂 44 ：莱昂、维耶勒圣吉龙、利和米克斯 |
| 达克斯综合交通枢纽   | SNCF                                       | （当某条铁路线施工或罢工时，SNCF可能会提供途径该线路沿途站点的大巴车） |
| 1. 2. 3. 4. 5. 6. 7. |                                            | |

### 城市公共交通
| 达克斯站附近的市内公共交通线路 |              | |
| 公交车站名称                   | 位置         | 停靠线路 |
| 综合交通枢纽                   | 达克斯站门口 | 1 ：圣保罗-巴拉多 ↔ 纳罗斯-市政府 2 ：圣保罗-欧石楠 ↔ 达克斯-拉诺 3 ：圣保罗-克里斯蒂娱乐中心 ↔ 塞雷斯-旧堡 4 ：圣保罗-卢斯涛 ↔ 达克斯-小地 5 ：达克斯-综合交通枢纽 ↔ 达克斯-上圣万森公墓 D ：圣保罗-克里斯蒂娱乐中心 ↔ 达克斯-布洛涅树林 |
| 1. 2. 3.                       |              | |

## 临近车站
| 达克斯站（Gare de Dax）           |                  |                       |
| 上行车站                          | 线路             | 下行车站              |
| 拉吕克站（货运） 13.7km ←         | 波尔多－伊伦铁路 | 索比斯莱班站 → 14.5km |
| 皮尤站 30.3km ←                   | 皮尤－达克斯铁路 | （终点）              |
| - 本表仅显示运营中的线路及车站 1. |                  |                       |